# Osteopenie
Die Osteopenie bezeichnet eine Minderung der Knochendichte, die geringer ausgeprägt ist als bei einer Osteoporose. Bereits die Osteopenie erhöht das Risiko für Knochenbrüche.
Die Osteopenie wird anhand der Ergebnisse einer Knochendichtemessung definiert. Dabei wird mit dem t-Score ein relativer Wert des Kalkgehaltes berechnet, in Relation zu einer alters- und geschlechtsspezifischen Norm. Dieser t-score ist normalverteilt und eine Osteopenie besteht per Definition, wenn die Knochendichte als t-score zwischen 1,0 und 2,5 Standardabweichungen unterhalb der Norm liegt. Bei einer Abweichung von 2,5 oder mehr Standardabweichungen unter der Norm liegt eine Osteoporose vor. 
Wie die Osteoporose tritt die Osteopenie besonders häufig bei Frauen nach der Menopause als Folge des Östrogenmangels auf. Das Risiko steigt durch bestimmte Lebensumstände wie zu wenig Sport, übermäßigen Alkoholkonsum, Rauchen oder die Einnahme von Medikamenten, die Glucocorticoide enthalten, während einer längeren Zeitspanne, wie sie zum Beispiel gegen gewisse Atem- und Hauterkrankungen verschrieben werden.
Eine spezifische medikamentöse Therapie der Osteopenie ist umstritten. Zur Abschätzung, ob bereits bei Vorliegen einer Osteopenie eine antiresorptive Therapie z. B. mit einem Aminobisphosphonat indiziert ist, kann anhand des computergestützten Algorithmus FRAX (WHO Fracture Risk Assessment Tool) und mit den Daten einer Knochendichtemessung das Zehnjahresrisiko für einen osteoporosebedingten Knochenbruch bzw. das für einen hüftgelenknahen Knochenbruch errechnet werden. Empfehlungen für eine Therapie mit Aminobisphosphonat bestehen bei einem Zehnjahresrisiko von 20 % bzw. 3 %.